# Swanton (Vermont)
Swanton é uma cidade localizada no condado de Franklin County, no estado de Vermont. Segundo o censo populacional dos Estados Unidos em 2020, a cidade possui 6.701 moradores.

## História
A cidade de Swanton foi fundada no ano de 1763 após uma deliberação realizada por Benning Wentworth, então governador da Província de New Hampshire, ainda no contexto em que os Estados Unidos ainda era colônia da Inglaterra. Foi batizada em homenagem ao capitão William Swanton, um oficial do exército britânico que viajou pela área durante a Guerra Franco-Indígena.
Havia concessões de terras francesas na área a partir de 1734, e pequenos assentamentos franceses, incluindo uma missão católica no que hoje é Swanton. Nenhum dos donatários originais que receberam a carta do governador Wentworth se estabeleceu ou residiu em Swanton, optando por vender ou negociar suas ações. Por causa de sua proximidade com a fronteira com a Nova França e, mais tarde, com a província de Quebec, não foi povoada por ninguém das colônias britânicas nas décadas de 1760 e 1770, dos recém independentes Estados Unidos nas décadas de 1770 e 1780 ou da República de Vermont em início da década de 1780. Ainda em 1786, Ira Allen possuía 59 das 64 ações originais.
No ano de 2013, foram encontrados artefatos humanos que datam aproximadamente 7.000 anos próximo ao Rio Missisquoi na cidade.

## Geografia
Swanton está localizado no oeste do Condado de Franklin, limitado a oeste pelo Lago Champlain e pelo Condado de Grand Isle. Os limites da cidade se estendem a noroeste até a fronteira entre o Canadá com os Estados Unidos dentro da Baía de Missisquoi, a oeste de Highgate. St. Albans, a sede do Condado de Franklin, fica ao sul.
Segundo o Departamento do Censo dos Estados Unidos, a cidade tem uma área total de 61,7 milhas quadradas (159,7 km2), dos quais 48,0 milhas quadradas (124,4 km2) são terrestres e 13,6 milhas quadradas (35,3 km2), ou 22,11%, são água.

## Demografia
De acordo com o censo realizado em 2000, haviam 6.203 pessoas, 2.329 residências e 1.700 famílias residindo na cidade. A densidade populacional era de 128,1 pessoas por milha quadrada (49,5/km2). A composição étnica de seus moradores foi divida entre 93,10% de brancos, 0,42% de negros e afro-americanos, 3,40% de nativos americanos, 0,45% de asiáticos, 0,02% de povos das ilhas dos pacífico, 0,18% de outras etnias, e 2,43% de duas ou mais etnias. Hispânicos ou latinos oriundos de qualquer país eram 0,44% da população.
Foram constadas 2.329 residências, com 35.6% tinham filhos com até dezoito anos vivendo em casa, 57.4% eram pessoas casadas vivendo juntas, 11.2% de mulheres chefes de família sem marido em casa e 27% eram compostos por pessoas que não residiam com familiares. 9,9% tinham alguém morando sozinho com 65 anos ou mais.
A média de idade foi constada em 36 anos. Para cada 100 mulheres, havia 95,1 homens. Para cada 100 mulheres com 18 anos ou mais, havia 91,9 homens.
Ainda segundo o relatório, A renda média de uma família na cidade era de US$ 41.086, e a renda média de uma família era de US$ 45.810. Os homens tiveram uma renda média de 32.789 mil dólares contra 25.579 dólares das mulheres. A renda per capita da cidade era de US$ 18.228. Cerca de 7,2% das famílias e 9,2% da população estavam abaixo da linha de pobreza, incluindo 12,8% dos menores de 18 anos e 9,5% daqueles com 65 anos ou mais.

## Organizações locais
A Nação Abenaki de Missisquoi, também conhecida como Missisquoi Abenaki Tribe, uma tribo reconhecida pelo estado que reivindica descendência do povo Missisquoi, tem sua sede em Swanton. Esta organização não é reconhecida pelo Governo federal dos Estados Unidos como uma tribo nativa americana.

## Cisnes
No ano de 1961, a Rainha Elizabeth II, presenteou a cidade com uma par de cisnes reais no festival de verão da anual da cidade. Os membros da Câmara de Comércio de Swanton nomearam os cisnes Sam (para Tio Sam) e Betty (para a Rainha Elizabeth).

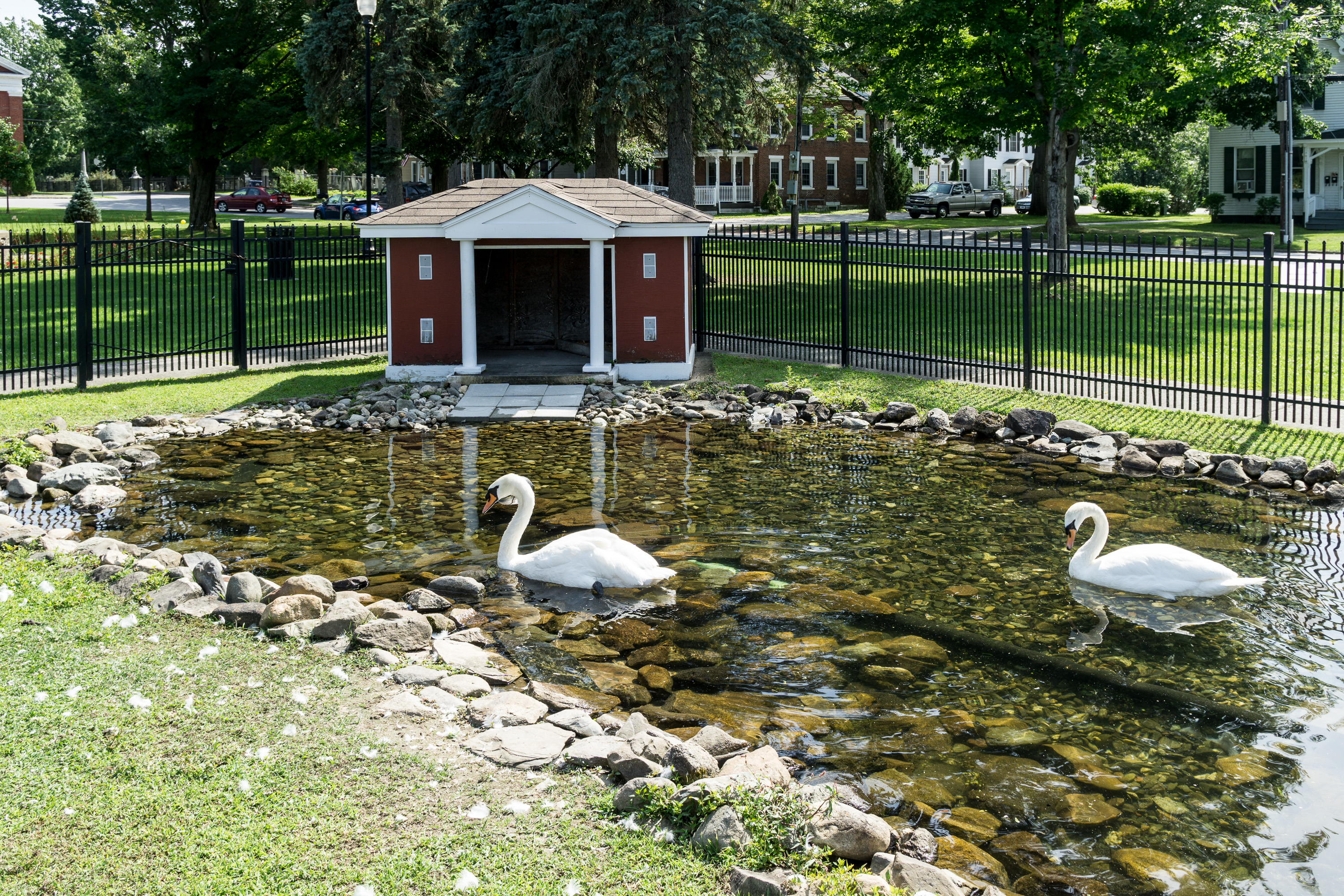
O novo par de cisnes de Swanton, no Village Green Park, em 2017.

A ideia para os cisnes veio de, Harry Gibbons, que trabalhava em relações públicas para a Autoridade Internacional de Transporte Aéreo de Montreal, enquanto estava na cidade de férias. Ele apresentou sua ideia à Câmara e uma carta de solicitação foi enviada ao Palácio de Buckingham. O pedido foi concedido e os cisnes foram enviados de Norfolk na Inglaterra, através do Smallburgh Rural District Council, que inclui a vila de Swanton Abbott.
Antes do verão de 2016, os cisnes morreram de velhice. Depois de um intervalo de dois anos, um novo conjunto de cisnes (ainda chamados de Sam e Betty) foi protegido e colocado em sua casa no Village Green Park, cercado por uma cerca preta. Os novos cisnes não são parentes ou descendentes do original, mas ainda são chamados de Cisnes Reais.